# اوچه اوکچوکوو
اوچه اوکچوکوو (انگلیسی: Uche Okechukwu؛ زادهٔ ۲۷ سپتامبر ۱۹۶۷) یک بازیکن فوتبال اهل نیجریه است. او همچنین دارای تابعیت ترکیه ای بود.
از باشگاه‌هایی که در آن بازی کرده‌است می‌توان به فنرباغچه اشاره کرد.
وی در ۴۷ بازی در تیم ملی فوتبال نیجریه بازی کرده‌است و با این تیم به مدال طلای بازیهای المپیک ۱۹۹۶ آتلانتا دست یافت.